# 昂尚贝尔
昂尚贝尔（法語：Enchenberg，法語發音：[ɑ̃ʃɑ̃bɛʁ] 或 [ɛnʃənbɛʁɡ]；洛林法兰克语：Enschebärsch）是法国摩泽尔省的一个市镇，属于萨尔格米讷区。

## 地理
昂尚贝尔（49°0'49"N, 7°20'19"E）面积9.73 平方千米，位于法国大東部大區摩泽尔省，该省份为法国东北部内陆省份，是洛林的一部分，西南接默尔特-摩泽尔省，东临下莱茵省，北与卢森堡和德国接壤。
与昂尚贝尔接壤的市镇（或旧市镇、城区）包括：罗尔巴克莱比奇、比南、兰巴赫、伦贝格、蒙布龙、小雷代尔尚、圣路易莱比奇、锡尔斯塔勒。
昂尚贝尔的时区为UTC+01:00、UTC+02:00（夏令时）。

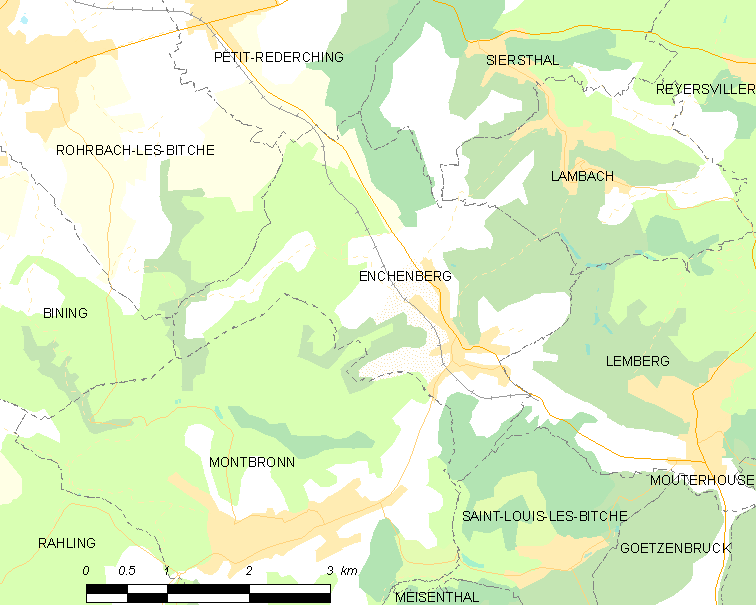
昂尚贝尔的OSM定位图

## 行政
昂尚贝尔的邮政编码为57415，INSEE市镇编码为57192。

## 政治
昂尚贝尔所属的省级选区为比奇县。

## 人口

1962-2008年间昂尚贝尔人口变化图示

昂尚贝尔于2022年1月1日时的人口数量为1210人。